# Zishui, Chongqing
Zishui (kinesiska: 紫水) är en socken i sydvästra Kina. Den ligger i stadsdistriktet Kaizhou i storstadsområdet Chongqing, omkring 260 kilometer nordost om det centrala stadsdistriktet Yuzhong. Antalet invånare är 20 396. Befolkningen består av 9 945 kvinnor och 10 451 män. Barn under 15 år utgör 23,0 %, vuxna 15-64 år 64 %, och äldre över 65 år 11,0 %.